# Kao Feng-lien
Kao Feng-lien (čínsky pchin-jinem Gāo Fènglián, znaky 高凤莲; * 15. října 1964 Bajannur) je bývalá čínská zápasnice – judistka.

## Sportovní kariéra
Narodila se v Bajannuru ve Vnitřním Mongolsku do čínské rodiny. S judem začínala v 17 letech. Připravovala se pod vedením trenéra Fu Kuo-iho. V čínské ženské reprezentaci se pohybovala od roku 1983. V roce 1986 se stala první čínskou judistickou mistryní světa. V roce 1988 prohrala s Angelique Serieseovou ve finále ukazkové disciplíny ženského juda na olympijských hrách v Soulu. V roce 1992 neuspěla v čínské olympijské nominaci na olympijské hry v Barceloně. Sportovní kariéru ukončila v roce 1991.

## Výsledky

### Váhové kategorie
| Turnaj            | 1984       | 1985       | 1986       | 1987       | 1988       | 1989       |
| Turnaj            | 20         | 21         | 22         | 23         | 24         | 25         |
| Turnaj            | těžká váha | těžká váha | těžká váha | těžká váha | těžká váha | těžká váha |
| ----------------- | ---------- | ---------- | ---------- | ---------- | ---------- | ---------- |
| Olympijské hry    |            |            |            |            | 2.         |            |
| Mistrovství světa | 2.         |            | 1.         | 1.         |            | 1.         |
| Mistrovství Asie  |            | 1.         |            |            | 1.         |            |

### Bez rozdílu vah
| Turnaj            | 1984 | 1985 | 1986 | 1987 | 1988 | 1989 |
| Turnaj            | 20   | 21   | 22   | 23   | 24   | 25   |
| ----------------- | ---- | ---- | ---- | ---- | ---- | ---- |
| Mistrovství světa | 3.   |      | —    | 1.   |      | —    |
| Mistrovství Asie  |      | 1.   |      |      | 1.   |      |